# Leucophysalis
Leucophysalis, biljni rod iz porodice pomoćnica ili krumpirovki. Postoje dvije priznate vrste jednogodišnjeg raslinja i trajnica rasprostranjenih po Sjevernoj Americi.
Tipična vrsta je Physalis grandiflora Hook. Kunth, sinonim za Leucophysalis grandiflora (Hook.) Rydb.. Opisan je u Memoirs of the Torrey Botanical Club 4(5): 365–366. 1896.

## Vrste
1. Leucophysalis grandiflora (Hook.) Rydb.
2. Leucophysalis nana (A.Gray) Averett